# Jeanne Daman
Jeanne Daman (1918 — 1986) é uma das Justas entre as nações. Daman ajudou a resgatar dos nazistas dois mil filhos de judeus, levando-os para abrigos. Após a guerra, ajudou a encontrar as crianças para que pudessem ser trazidas de volta para suas famílias e ajudou a cuidar de crianças que haviam sobrevivido aos campos de concentração. Daman também ajudou as mulheres judeias a conseguirem empregos nas famílias belgas, dando-lhes falsos documentos de identidade e cartões de racionamento, além de manterem-as informadas sobre onde seus filhos se esconderam.
Posteriormente, assumiu uma nova identidade e trabalhou como assistente social com a Winter Help, uma organização de bem-estar social alemã. Perto do final da Segunda Guerra Mundial,  transportou armas para o Mouvement Royal Belge e trabalhou como agente de inteligência no corpo de Bruxelas do exército partidário belga. Em 1946, imigrou para os Estados Unidos, onde ajudou arrecadar fundos para a instituição United Jewish Appeal.
Em 1972, recebeu a Medalha da Justa entre as nações em nome da Autoridade de Recordação dos Mártires e Heróis do Holocausto (Yad Vashem). Em 1980, foi agraciada com a medalha  ‘Entr’aide’, do Comitê Judaico Belga de 1940 a 1945, sob o patrocínio do Rei da Bélgica.